# LIVE FILMS YUZU YOU DOME 〜二人で、どうむありがとう〜
『LIVE FILMS YUZU YOU DOME ～二人で、どうむありがとう～』は、ゆずのライブビデオ。2012年10月24日にトイズファクトリーより発売。「LIVE FILMS YUZU YOU DOME ～みんな、どうむありがとう～」と同時発売。

## 概要
- 2012年に行われた「ゆずデビュー15周年感謝祭 ドーム公演 YUZU YOU」の東京ドーム公演のうち、6月2日に行われた弾き語りがメインのDAY1の模様を収録。
- ゆずのライブビデオでは初となるBlu-ray Disc版も同時発売された。
- 初回特典はオリジナルクリアファイル
- 2001年の東京ドーム公演の映像と、今回の映像とを比較できるマルチアングルに一部楽曲が対応。

## 収録曲
(☆)・・・マルチアングル対応

### Disc1
1. 嗚呼、青春の日々
2. DOME★BOMBAYE 2012~ALI BOMBAYE(☆)
3. 行こっか
4. ねこじゃらし
5. スミレ
6. 始発列車
7. 月影
8. 赤いキリン
9. 贈る詩
10. 運転技術の向上
11. うすっぺら
12. おじや
13. 月曜日の週末(☆)
14. もうすぐ30才
15. うまく言えない
16. ユーモラス

### Disc2
1. 飛べない鳥
2. LOVE & PEACH
3. 夏色
4. Allelujah～栄光の架橋 (Symphonic Orchestra Version)
5. 虹 (Symphonic Orchestra Version)
6. サヨナラバス(☆)
7. いつか
8. センチメンタル
9. Hey和
10. シュビドゥバー
11. てっぺん

- 特典映像
  - YUZU DOCUMENT FILMS YUZU YOU DOME (DAY1に密着したドキュメント作品)